# Walter Schmidt (Politiker, 1903)
Walter Schmidt, auch Walther Schmidt, (* 1. Januar 1903 in Waldkirchen/Erzgeb.; † 1962) war ein deutscher NSDAP-Funktionär. Er fungierte von 1933 bis 1945 als Oberbürgermeister der Stadt Chemnitz. Er ist nicht zu verwechseln mit dem gleichnamigen SA-Funktionär Walter Schmidt (1886–1935).

## Leben und Wirken
Nach dem Machtantritt der Nationalsozialisten im Frühjahr 1933 wurde Schmidt im Dezember 1933 als hauptamtlicher Bürgermeister der Stadt Chemnitz eingewiesen. Seit dieser Zeit war er laut einer Publikation des Stadtarchivs Chemnitz „de facto Stadtoberhaupt“. Zusätzlich erhielt Schmidt 1933 oder in den nachfolgenden Jahren die Ämter des stellvertretenden Oberbürgermeisters und Stadtkämmerers. Schmidts offizielle Einsetzung als Oberbürgermeister erfolgte erst am 2. Mai 1938 – zuvor war das Amt seit 1933 knapp fünf Jahre lang vakant gewesen. Schmidt behielt das Amt des Oberbürgermeisters bis zu seiner Flucht am 7. Mai 1945.
In seiner Funktion als Bürgermeister führte Schmidt um 1934 den so genannten „Judenpranger“ ein, einen amtlichen Aushang in dem Sympathisanten von Juden durch eine Meldung öffentlich denunziert werden konnten. Weiterhin trieb Walter Schmidt als Vorstand des „Amtes für Leibesübungen“ zwei Großprojekte des städtischen Sportbaus voran, die auch heute noch das Stadtbild prägen: das Stadtbad als modernes und architektonisch beeindruckendes Hallenbad und die „Süd- bzw. Großkampfbahn“, heute „Sportforum“, als Großstadion und Aufmarschgelände für nationalsozialistische Propagandaveranstaltungen. Um beide Vorhaben zu ermöglichen, benutzte Walter Schmidt erfolgreich seinen Einfluss als sächsischer Landesbevollmächtigter des Reichssportführers Hans von Tschammer und Osten. Das Stadtbad konnte so 1935 fertiggestellt und am 27. März desselben Jahres in Anwesenheit von Martin Mutschmann feierlich eröffnet werden. Dreieinhalb Jahre später, am 18. September 1938, folgte mit einem Fußball-Länderspiel zwischen Deutschland und Polen die Weihe des Großstadions. 70.000 Zuschauer folgten dem Spiel, das die Gastgeber 4:1 für sich entscheiden konnten. Chemnitz verfügte nun mit der „Südkampfbahn“ über das größte Stadion Mitteldeutschlands.
Neben seiner Tätigkeit in der Partei gehörte Schmidt auch der Sturmabteilung (SA) an, in der er am 9. November 1938 den Rang eines SA-Brigadeführers erreichte.
Er war Mitglied des Aufsichtsrates der Auto Union AG in Chemnitz.

## Schriften
- Zwei Jahre Personalpolitik im Staate Adolf Hitlers. Aus dem Verwaltungsbericht des Oberbürgermeisters der Stadt Chemnitz für 1935–1937. Chemnitz 1937, DNB 362518009.